# جيمس تي. فاريل
جيمس تي. فاريل (بالإنجليزية: James T. Farrell)‏ (27 فبراير 1904، شيكاغو في الولايات المتحدة - 22 أغسطس 1979، نيويورك في الولايات المتحدة)؛ كاتب وروائي أمريكي. درس في جامعة شيكاغو.

## الجوائز
- زمالة غوغنهايم

## روابط خارجية
- جيمس تي. فاريل على موقع الموسوعة البريطانية (الإنجليزية)
- جيمس تي. فاريل على موقع مونزينجر (الألمانية)
- جيمس تي. فاريل على موقع إن إن دي بي (الإنجليزية)